# Голференцо
Голферѐнцо (на италиански: Golferenzo, на местен диалект: Gulfrens, Гулфренс) е село и община в Северна Италия, провинция Павия, регион Ломбардия. Разположено е на 464 m надморска височина. Населението на общината е 216 души (към 2010 г.).